# Boomskinken
Boomskinken (Dasia) zijn een geslacht van hagedissen uit de familie skinken (Scincidae).

## Naam en indeling
De wetenschappelijke naam van de groep werd voor het eerst voorgesteld door John Edward Gray in 1839. Er zijn tien soorten, inclusief de pas in 2012 beschreven soort Dasia johnsinghi. Vroeger werden ook de soorten uit het geslacht Lamprolepis tot de boomskinken gerekend -zoals de bekendere smaragdskink- maar dit wordt beschouwd als verouderd.

## Verspreiding en habitat
Alle soorten komen voor in delen van Zuidoost-Azië en Zuid-Azië en leven in de landen Brunei, Cambodja, Filipijnen, India, Indonesië, Laos, Maleisië, Singapore, Sri Lanka, Thailand, Vietnam. Alle soorten leven in tropische bossen, boomskinken klimmen veel en zijn vaak in de takken te vinden.

## Beschermingsstatus
Door de internationale natuurbeschermingsorganisatie IUCN is aan zes soorten een beschermingsstatus toegewezen. Twee soorten worden beschouwd als 'veilig' (Least Concern of LC) en een soort als 'kwetsbaar' (Vulnerable of VU). Een soort wordt gezien als 'onzeker' (Data Deficient of DD) en de soort Dasia subcaerulea ten slotte staat te boek als 'bedreigd' (Endangered of EN).

## Soorten
Het geslacht omvat de volgende soorten, met de auteur en het verspreidingsgebied.
| Naam               | Auteur                                                                                              | Verspreidingsgebied                                                                  |
| ------------------ | --------------------------------------------------------------------------------------------------- | ------------------------------------------------------------------------------------ |
| Dasia griffini     | Taylor, 1915                                                                                        | Filipijnen                                                                           |
| Dasia grisea       | Gray, 1845                                                                                          | Filipijnen, Indonesië, Maleisië, Singapore                                           |
| Dasia haliana      | Haly & Nevill, 1887                                                                                 | Sri Lanka                                                                            |
| Dasia johnsinghi   | Harikrishnan, Vasudevan, De Silva, Deepak, Kar, Naniwadekar, Lalremruata, Prasoona & Aggarwal, 2012 | India                                                                                |
| Dasia nicobarensis | Biswas & Sanyal, 1977                                                                               | India                                                                                |
| Dasia olivacea     | Gray, 1839                                                                                          | Cambodja, Filipijnen, India, Indonesië, Laos, Maleisië, Singapore, Thailand, Vietnam |
| Dasia semicincta   | Peters, 1867                                                                                        | Filipijnen, Maleisië                                                                 |
| Dasia subcaerulea  | Boulenger, 1891                                                                                     | India                                                                                |
| Dasia vittata      | Edeling, 1865                                                                                       | Brunei, Indonesië, Maleisië                                                          |
| Dasia vyneri       | Shelford, 1905                                                                                      | Indonesië                                                                            |